# Slaven-Ball-Quadrille
Die Slaven-Ball-Quadrille ist eine Quadrille von Johann Strauss (Sohn) (op. 88). Sie wurde am 17. Februar 1851 im Sofienbad-Saal in Wien erstmals aufgeführt.

## Einzelnachweis
1. ↑  Quelle: Englische Version des Booklets (Seite 103) in der 52 CDs umfassenden Gesamtausgabe der Orchesterwerke von Johann Strauß (Sohn), Hrsg. Naxos (Label). Das Werk ist als vierter Titel auf der 39. CD zu hören.